# Тревър Рабин
Тревър Чарлз Рабин (на английски: Trevor Rabin) е южноафрикански и американски (по натурализиране) музикант – китарист, певец и автор на песни, продуцент и композитор на филмова музика.

## Биография
Роден е на 13 януари 1954 г. в Йоханесбург, ЮАР, в музикално семейство и израснал в Йоханесбург, Рабин започва да се занимава с пиано и китара в ранна възраст и става студиен музикант, свирейки с и продуцирайки различни изпълнители. През 1972 г. се присъединява към рок групата Rabbitt, която се радва на значителен успех в Южна Африка, и издава първия си самостоятелен албум, Beginnings. През 1978 г. Рабин се премества в Лондон, за да продължи кариерата си, като работи като самостоятелен изпълнител и продуцент на различни изпълнители, включително Manfred Mann's Earth Band.
След като се премества в Лос Анджелис през 1981 г., Рабин придобива известност като китарист в прогресивната рок група „Йес“ от 1983 до 1995 г. Първият му албум с групата – 90125 от 1983 г. – е разработен предимно от собствените му демо изпълнения и остава най-продаваният им албум, начело с песента „Owner of a Lonely Heart“, която става сингъл № 1 в САЩ. След Big Generator (1987) и Union (1991), Рабин продуцира Talk (1994) и напуска групата след турнето на албума. По време на престоя си в „Йес“ Рабин придобива щатско гражданство.
Рабин става изключително продуктивен композитор на филмова музика с над 40 игрални филма в кариерата си, най-често в сътрудничество с продуцента Джери Брукхаймер. Той е носител на множество награди, включително 11 награди BMI.
През 2012 г. прави кратка почивка от писането на филмова музика, за да запише петия си самостоятелен албум, Jacaranda (2012), а през 2016 г. се включва в турне и звукозаписи като част от сборната формация „Йес с участието на Джон Андерсън, Тревър Рабин, Рик Уейкман“. През 2017 г. Рабин е включен в Залата на славата на рокендрола като член на Йес.
Рабин е също така човекът зад тематичната песен за NBA на TNT и Inside the NBA, които са ключова част от шоуто от 2002 г. насам.